# Heinz Schürmann (Unternehmer)
Heinz Schürmann (* 1922 in Porta Westfalica; † 3. Februar 2010 in Bielefeld) war ein deutscher Unternehmer, der die Unternehmen Schüco (1951) und Granini (1964) gründete.
Am 1. Januar 1951 gründete er die Firma SCHÜRMANN & CO in Porta Westfalica, die drei Jahre später nach Bielefeld umzog und noch heute unter dem Namen Schüco firmiert. Seit der Umbenennung der Bielefelder Alm in SchücoArena im Jahr 2004 ist dieses Fußballstadion indirekt nach dem Gründer der Firma Schüco benannt.
Schürmann wurde 2000 von der Technischen Universität Stettin zum Ehrensenator für seine Förderung der Forschungskooperation zwischen der Technischen Universität (TU) Stettin und der Fachhochschule (FH) Bielefeld ernannt.